# Ondergeslacht
In de biologie is een ondergeslacht, ook wel Latijn: subgenus, een taxonomische rang of een taxon in deze rang. Het betreft een onderverdeling van de rang geslacht. 
Er bestaat een verschil tussen botanische nomenclatuur en zoölogische nomenclatuur: 
- Een ondergeslacht krijgt in de plantkunde een naam in twee delen.
- Een ondergeslacht is in de zoölogie de enige rang tussen genus en soort en krijgt een naam uit één deel.